# Kising'a (Kilolo)
Kising'a ist ein Verwaltungsbezirk (englisch Ward) des Distrikts Kilolo in der tansanischen Region Iringa.

## Geografie
Kising'a ist ein Bezirk auf dem südlichen Hochland von Tansania etwa 35 Kilometer Luftlinie südöstlich der Regionshauptstadt Iringa. Der Bezirk grenzt im Norden an Irole und Mlafu, im Osten an Ukwega, im Süden an Dabaga und im Westen an Mtitu und Ihimbo. Bei der Volkszählung 2022 lebten 6236 Menschen in 1569 Haushalten auf einer Fläche von 232 Quadratkilometern.

## Gliederung
Der Bezirk besteht aus drei Gemeinden (swahili Mtaa) mit 13 Orten (Kitongoji):
| Barabara Mbili - Mwaya A - Mwaya B - Ngombela - Malangali | Kidumka - Kidegine - Mzombe - Madasi - Luhapo - Kidumka | Lulindi - Lulindi - Tanesco - Kivanga - Itundika Kati |

## Infrastruktur
- Bildung: Die Kising'a Secondary School ist eine weiterführende Schule mit einer Ausbildung bis zur 4. Stufe.[7]
- Gesundheit: In Kising'a liegt eine staatliche Apotheke.[8]